# Fonestem
Ett fonestem (av fon + est- (i estetisk) + -em (i fonem, morfem etc.) är inom språkvetenskapen ett fonem eller en grupp av fonem som bär en viss betydelsenyans på grund av att de förekommer i ett flertal ord med liknande betydelse. Termen myntades av språkvetaren John Rupert Firth år 1930, och fenomenet ingår i det vidare begreppet ljudsymbolik som betecknar ord där det finns en koppling mellan ordets form och dess betydelse, till exempel onomatopoetiska ord. Även om ett fonestem är associerat med en viss betydelse, kan samma ljudkombination förekomma i andra ord där kombinationen inte väcker samma associationer. Kombinationen fl- i svenskan är till exempel ofta associerad med en snabb eller stark rörelse, som i fladdra och flimra, men i orden flamsa och flummig förekommer ljudkombinationen utan den betydelsenyansen.

## Exempel
De allra flesta fonestem består av en initial eller final konsonant eller konsonantkluster. I germanska språk förekommer ofta fonestem med liknande betydelse, till exempel sn- i ord som har med näsan eller munhålan att göra, såsom svenska snarka, engelska snore, nederländska snurken.
| Svenskt fonestem | Association                  | Exempelord | Not                                                                                                 |
| ---------------- | ---------------------------- | --- | --------------------------------------------------------------------------------------------------- |
| gl-              | ljus, sken, blickar          | glana, glo, glutta, glimt, glans, glimma, glindra, glisa, glittra, glänsa glöd, glatt (lent), glimmer, glida, m.fl.                                                         | Jf. engelska gleam (’blänka, lysa’), isländska glampa (’glänsa’), norska glor (’glitter’), o.s.v.   |
| fl-              | snabba eller starka rörelser | flacka, fladdra, flagga, flamma, flanera, flaxa, flimra, fluga, fluktuation, flyga, fly, flyta, flytta, flåsa, fläkta, flämta, flänga, flöda                                | |
| fj-              | nedsättande                  | fjant, fjollig, fjompig, fjuttig, fjäsa, fjäska | Många konsonantkluster med /j/ har liknande nedsättande betydelse, j.f. pjosk, bjäfs, mjäkig o.s.v. |
| sl-              | väta, blöthet                | slabba, slafs, slam, slask, slatt, slem, slicka, slipprig, slisk, sluring, slurk, sluss                                                                                     | |
| sn-              | näsan, munhålan, ljud        | snacka, snarka, sniffa, snus, snut, snyta, snörvla | engelska sneeze (’snyta’), nederländska snor (’mustasch’), tyska schnaufen (’flåsa’) o.s.v.         |
| sp-              | som är långt och smalt       | spaljé, spalt, spant, sparre, sparris, spatel, spene, spenslig, spetig, spets, spett, spigg, spik, spila, spindel, spinkig, spinna, spira, spole, spont, spång, spänta, spö | |
| st-              | som är fast eller bastant    | stad, stabil, stadig, stall, stam, stanna, stark, stel, sten, stock, stolpe, stomme, stor, styv, stånd, ställa, ställe, ständig                                             | |